# Colonia del Valle, Uxpanapa
Colonia del Valle är en ort i Mexiko.   Den ligger i kommunen Uxpanapa och delstaten Veracruz, i den sydöstra delen av landet, 600 km öster om huvudstaden Mexico City. Colonia del Valle ligger 135 meter över havet och antalet invånare är 402.
Terrängen runt Colonia del Valle är platt åt nordväst, men åt sydost är den kuperad. Runt Colonia del Valle är det ganska glesbefolkat, med 29 invånare per kvadratkilometer. Närmaste större samhälle är San Francisco la Paz, 18,2 km söder om Colonia del Valle. Omgivningarna runt Colonia del Valle är en mosaik av jordbruksmark och naturlig växtlighet.